# 이심

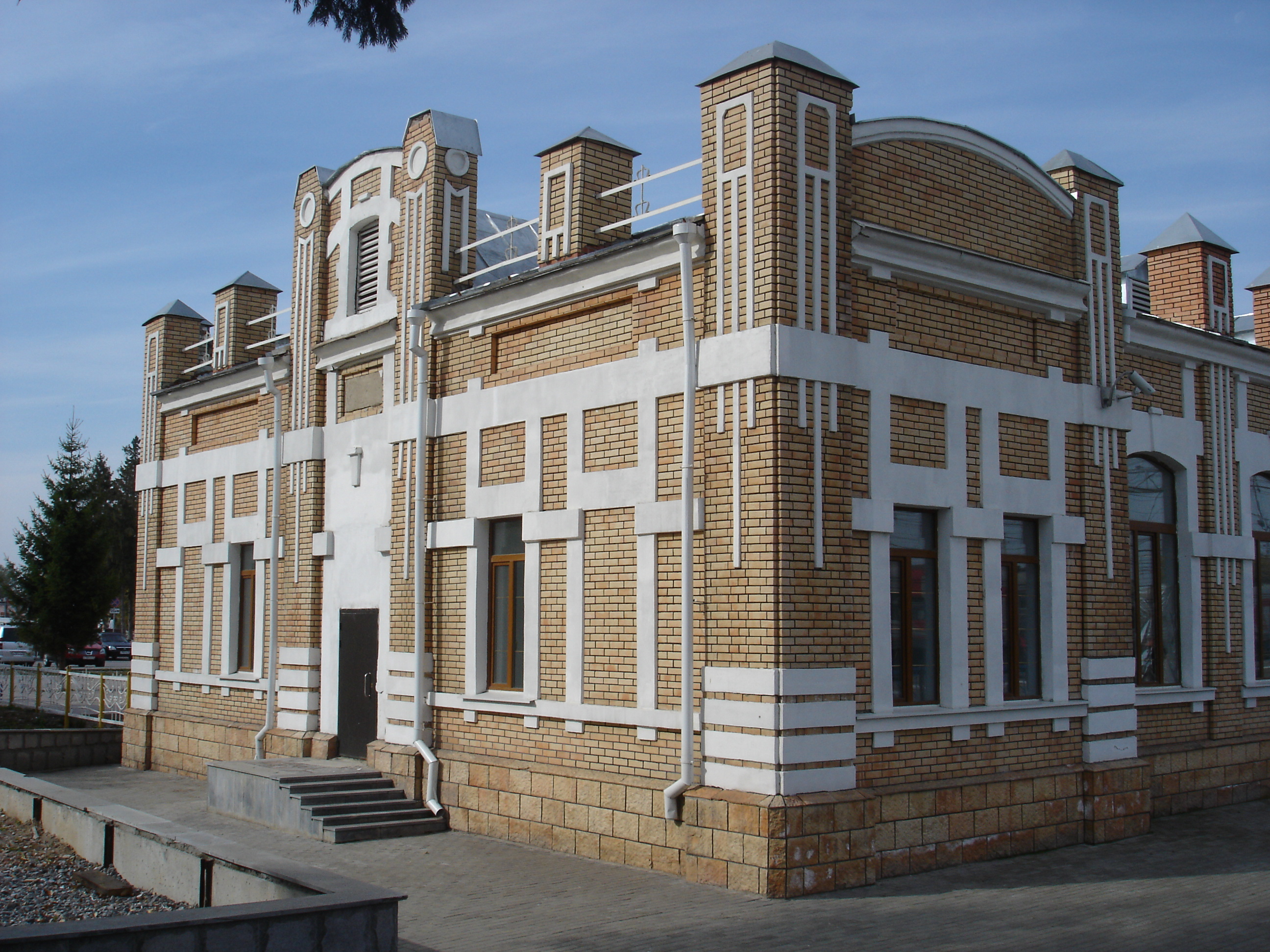

이심(러시아어: Иши́м)은 튜멘 주 남부에 위치한 도시이다. 이심 강이 흐른다.